# Wrist (stacja kolejowa)
Wrist (niem: Bahnhof Wrist) – stacja kolejowa w Wrist, w regionie Szlezwik-Holsztyn, w Niemczech. Znajduje się na linii Hamburg – Kiel oraz na nieczynnej obecnie linii Wrist – Itzehoe. Stacja obsługuje prawie 500 000 pasażerów rocznie. Na południe od dworca jest parking, oraz przystanek autobusowy.
Według klasyfikacji Deutsche Bahn ma kategorię 4.
Stacja została otwarta w 1844 przez Altona-Kieler Eisenbahn-Gesellschaft (AKE). Została otwarta wraz z linią kolejową w dniu 18 września 1844. W 1889 roku otwarto nieczynną obecnie linię kolejową Wrist-Itzehoe. W latach 1880–1895 wybudowano budynek dworca. 

## Linie kolejowe
- Hamburg – Kiel
- Wrist – Itzehoe

## Połączenia
| Rodzaj pociągu | Trasa                                                               | Takt     |
| -------------- | ------------------------------------------------------------------- | -------- |
| RE             | Hamburg Hbf – Pinneberg – Elmshorn – Wrist – Neumünster – Kiel      | godzinny |
| NBE            | Hamburg-Altona – Pinneberg – Tornesch – Elmshorn – Dauenhof – Wrist | godzinny |